# Fundación Miguel Delibes
La Fundación Miguel Delibes es una entidad privada sin ánimo de lucro cuyos principales fines son recopilar y custodiar el legado cultural del escritor, estudiar y difundir su figura y su obra, y fomentar y apoyar estudios sobre los temas que han sido constantes en su biografía y su obra literaria. Fue constituida en 2011 tras el fallecimiento de Miguel Delibes, por deseo expreso de sus hijos con el fin de conservar su legado. Su sede se encuentra en Valladolid, ciudad en la que el escritor nació y vivió durante toda su vida.

## Historia
Tras el fallecimiento de Miguel Delibes el 12 de marzo de 2010, sus hijos motivaron la creación de una fundación sin ánimo de lucro con el fin de preservar la memoria del escritor. La Fundación Miguel Delibes quedó constituida en Valladolid el día 12 de marzo de 2011, coincidiendo con el primer aniversario del fallecimiento de Delibes.
El acto de presentación oficial tuvo lugar el 17 de octubre de 2011 y contó con la presencia de los Príncipes de Asturias. Entre las intervenciones que tuvieron lugar durante el acto destacaron las palabras del Príncipe de Asturias, la intervención de Elisa Delibes de Castro, presidenta de la Fundación, la intervención de Joaquín Díaz, etnógrafo, la intervención de Miguel Delibes de Castro, la intervención de José Manuel Blecua, director de la Real Academia Española, la intervención de Francisco Javier León de la Riva, alcalde de Valladolid, la intervención de Mario Bedera, secretario de Estado de Educación, y la intervención de Juan Vicente Herrera, presidente de la Junta de Castilla y León.
Desde septiembre de 2019 la Fundación está dirigida por Fernando Zamácola Feijoó, después de que el anterior director Javier Ortega fuera nombrado Consejero de Cultura y Turismo de la Junta de Castilla y León.

## Fines y misión
La Fundación Miguel Delibes tiene los siguientes objetivos y fines, recogidos en sus estatutos: 
- Recopilación y custodia del legado cultural de Miguel Delibes: Manuscritos de sus obras, bibliografía sobre el escritor, filmografía, colecciones personales, etc.
- Estudio y difusión de la figura y de la obra de Miguel Delibes en todas sus facetas y por cualquier medio (congresos, conferencias, libros, artículos,     documentales, etc.).
- Fomento y apoyo de estudios e investigaciones sobre temas que han sido constantes en la obra literaria de Miguel Delibes.

La principal misión de la Fundación es la conservación y difusión del legado del autor. Este legado no solo es literario, sino que los valores que guiaron la vida del autor también atraviesan toda la actividad de la fundación. Entre estos valores destacan el humanismo cristiano, la libertad, la justicia social, la solidaridad, el periodismo responsable, la conservación de la naturaleza, el desarrollo de una caza y pesca respetuosas con el medio ambiente, la defensa del mundo rural y la infancia, la honestidad y la integridad.

## Sede
La Fundación Miguel Delibes tiene su sede en la Casa Revilla, sede de la Fundación Municipal de Cultura del Ayuntamiento de Valladolid.

## Actividades
Las actividades de la fundación están vinculadas con la vida, la obra y los valores de Miguel Delibes, y se desarrollan en torno a seis líneas estratégicas: la literatura, la docencia, el periodismo, la defensa del medio ambiente, la inclusión social y extensión cultural, y por último, la internacionalización y difusión en el exterior.

## Patronato
| Patronos de Honor   | Patronos de Honor         | Patronos de Honor                                    |
| ------------------- | ------------------------- | ---------------------------------------------------- |
| Presidente de Honor | Alfonso Fernández Mañueco | Presidente de la Junta de Castilla y León            |
| Patrono de Honor    | Óscar Puente Santiago     | Alcalde de Valladolid                                |
| Patrono de Honor    | Conrado Íscar Ordóñez     | Presidente de la Diputación Provincial de Valladolid |

| Patronos           | Patronos                          | Patronos                                                               |
| ------------------ | --------------------------------- | ---------------------------------------------------------------------- |
| Presidenta         | Elisa Delibes de Castro (*) (**)  | Hija de Miguel Delibes                                                 |
| Patrono Secretario | Emilio de Palacios Caro (*) (**)  | Abogado y representante en el Consejo de Administración de Vocento     |
| Patrono            | Miguel Delibes de Castro (*)      | Hijo de Miguel Delibes                                                 |
| Patrono            | Germán Delibes de Castro (*) (**) | Hijo de Miguel Delibes                                                 |
| Patrono            | Adolfo Delibes de Castro (*) (**) | Hijo de Miguel Delibes                                                 |
| Patrono            | Ángeles Delibes de Castro (*)     | Hija de Miguel Delibes                                                 |
| Patrono            | Juan Delibes de Castro (*)        | Hijo de Miguel Delibes                                                 |
| Patrono            | Camino Delibes de Castro (*)      | Hija de Miguel Delibes                                                 |
| Patrono            | Raúl Fernández Sobrino            | Viceconsejero de Cultura y Turismo de la Junta de Castilla y León      |
| Patrono            | Ana María Redondo García          | Concejala de Cultura y Turismo del Ayuntamiento de Valladolid          |
| Patrono            | Fernando Tejerina García          | Catedrático de universidad y ex rector de la Universidad de Valladolid |
| Patrono            | Víctor Alonso Monge               | Vicepresidente de la Diputación Provincial de Valladolid               |
| Patrono            | Ramón Castresana Sánchez          | Fundación Iberdrola                                                    |
| Patrono            | Emili Rosales Castellá            | Editorial Destino                                                      |
| Patrono            | Pilar Celma Valero                | Directora de la Cátedra Miguel Delibes en la Universidad de Valladolid |
| Patrono            | Marta Álvarez Mezquiriz           | Bodegas Vega Sicilia                                                   |
| Patrono            | Ángel de las Heras Gonzalo (**)   | El Norte de Castilla                                                   |

(*) Patrono Vitalicio (**) Miembro de la Comisión Delegada